# Jabłoń Kościelna (gromada)
Jabłoń Kościelna – dawna gromada, czyli najmniejsza jednostka podziału terytorialnego Polskiej Rzeczypospolitej Ludowej w latach 1954–1972.
Gromady, z gromadzkimi radami narodowymi (GRN) jako organami władzy najniższego stopnia na wsi, funkcjonowały od reformy reorganizującej administrację wiejską przeprowadzonej jesienią 1954 do momentu ich zniesienia z dniem 1 stycznia 1973, tym samym wypierając organizację gminną w latach 1954–1972.
Gromadę Jabłoń Kościelna z siedzibą GRN w Jabłoni Kościelnej utworzono – jako jedną z 8759 gromad – w powiecie wysokomazowieckim w woj. białostockim, na mocy uchwały nr 24/V WRN w Białymstoku z dnia 4 października 1954. W skład jednostki weszły obszary dotychczasowych gromad Jabłoń Kościelna, Jabłoń Markowięta, Jabłoń Dobki, Jabłoń Zambrowizna,Jabłoń Zarzeckie, Jabłoń Jankowce, Jabłoń Spały, Jabłoń Uszyńskie i Jabłoń Piotrowce ze zniesionej gminy Piekuty oraz Jabłoń Samsony, Jabłoń Kikolskie i Moczydły Jakubowięta ze zniesionej gminy Szepietowo w tymże powiecie. Dla gromady ustalono 14 członków gromadzkiej rady narodowej.
31 grudnia 1959 do gromady Jabłoń Kościelna przyłączono wsie Szymbory-Andrzejowięta, Szymbory-Jakubowięta i Szymbory-Włodki ze znoszonej gromady Brzóski Stare oraz wsie Jabłoń-Dąbrowa i Jabłoń-Śliwowo ze zniesionej gromady Stokowisko w powiecie łapskim.
Gromada przetrwała do końca 1972 roku, czyli do kolejnej reformy gminnej.